# United Artists Records
United Artists Records va ser una companyia discogràfica fundada per Max E. Youngstein de United Artists el 1958 inicialment distribuir bandes sonores de les seves pel·lícules, encara que aviat passava a música d'enregistrament d'un cert nombre de gèneres diferents.

## Discs d'Artistes Units i artistes d'etiquetes associats
| - The Animals - The Angels - Paul Anka - Shirley Bassey - The Beatles - Bad Boy - Can - Al Caiola - Andrea Carroll - Cher - Bill Conti - Pat Cooper - Cornelius Brothers & Sister Rose - The D-Men - Spencer Davis Group - Patty Duke - The Easybeats - Electric Indian - Electric Light Orchestra - Emerson, Lake & Palmer | - The Exciters - Broderick Falconer - Ferrante & Teicher - George Fischoff - Crystal Gayle - Bobby Goldsboro - Bill Haley & His Comets - Leroy Holmes - The Highwaymen - Jay and the Americans - Marv Johnson - George Jones - Gordon Lightfoot - Little Anthony & The Imperials - Manfred Mann - Don McLean - Bobbi Martin - Melba Montgomery - Mouth & MacNeal - Maxine Nightingale | - Gene Pitney - Mark Radice - Gerry Rafferty - Chris Rea - Del Reeves - Johnny Rivers - Kenny Rogers - Jimmy Roselli - Merrilee Rush - Jean Shepard - Dusty Springfield - The Tammys - Traffic - Ike & Tina Turner - The Ventures - War - Wess & The Airedales - Dottie West - George Williams - Bobby Womack |